# Remora
Genre
Remora est un genre de poissons de la famille des Echeneidés, appelés couramment rémora. Ces poissons à ventouse sont célèbres pour leur association phorétique avec les requins et d'autres grands animaux marins. 
Attention : le nom vernaculaire rémora (avec accent aigu) correspond à la famille Echeneidae dont la moitié des espèces appartiennent au genre Remora (majuscule, mais pas d'accent). Pour les caractéristiques générales des rémoras, se reporter à l'article Echeneidae. 

## Liste des espèces
Ce genre regroupe plusieurs espèces :  
Selon FishBase (26 août 2016) :
- Remora albescens (Temminck & Schlegel, 1850)
- Remora australis (Bennett, 1840) - Rémora des baleines
- Remora brachyptera (Lowe, 1839) - Rémora des espadons
- Remora osteochir (Cuvier, 1829) - Rémora des marlins
- Remora remora (Linnaeus, 1758) - Rémora commun

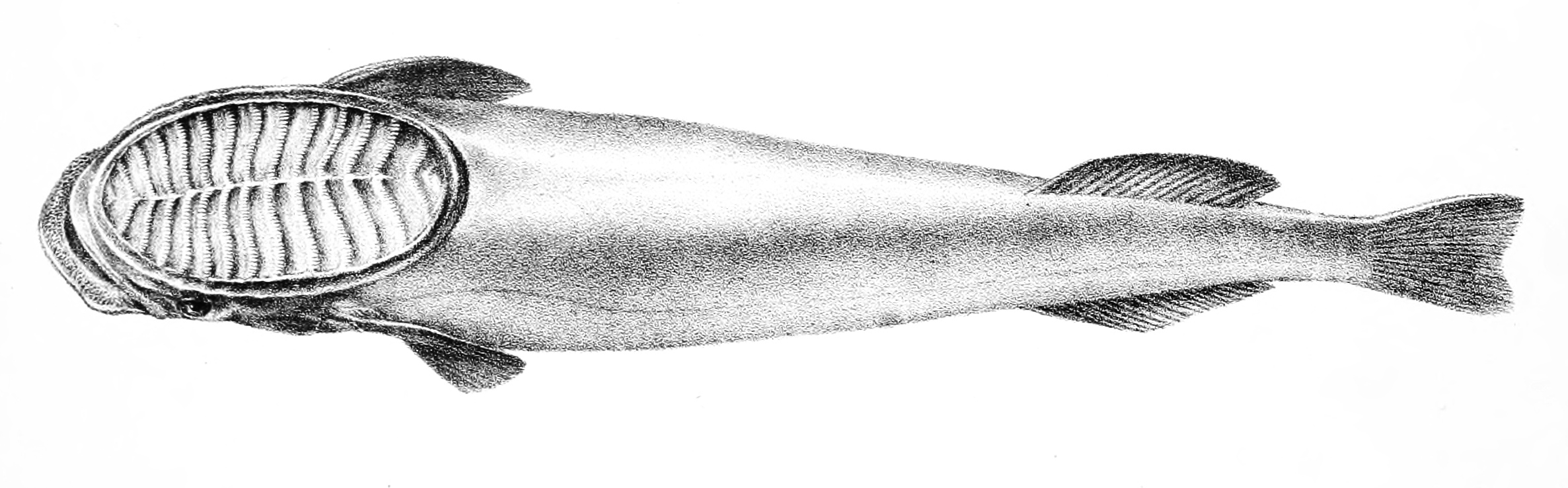
Remora albescens
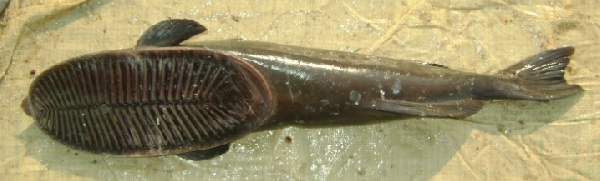
Remora australis
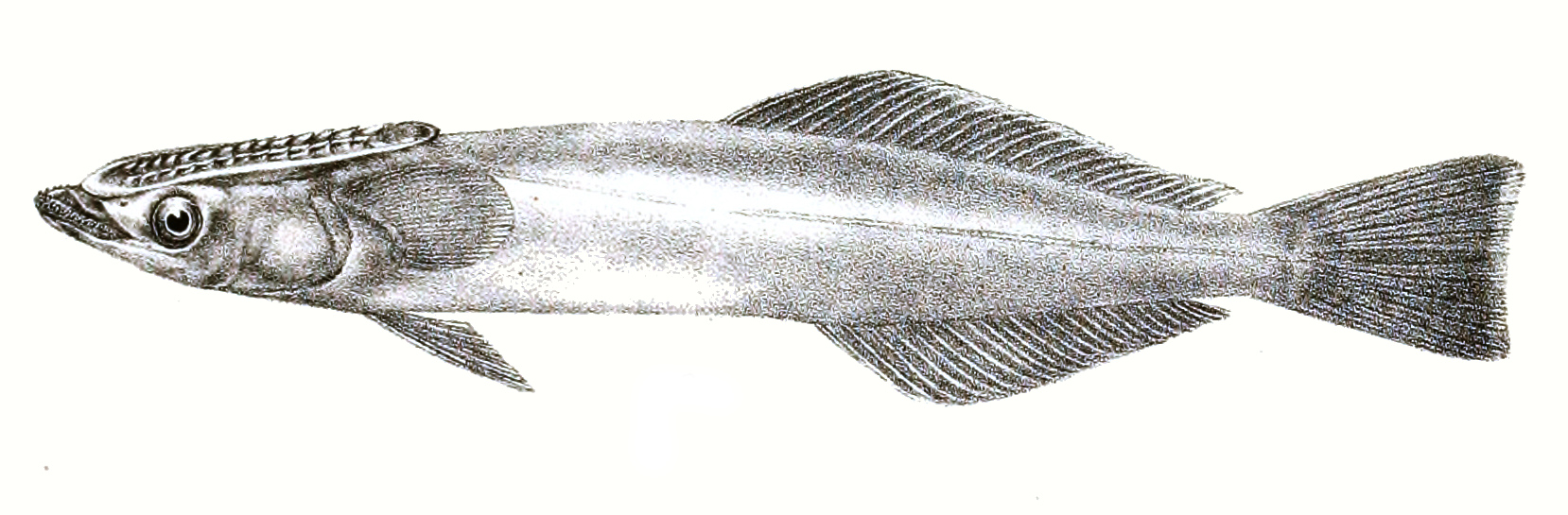
Remora brachyptera
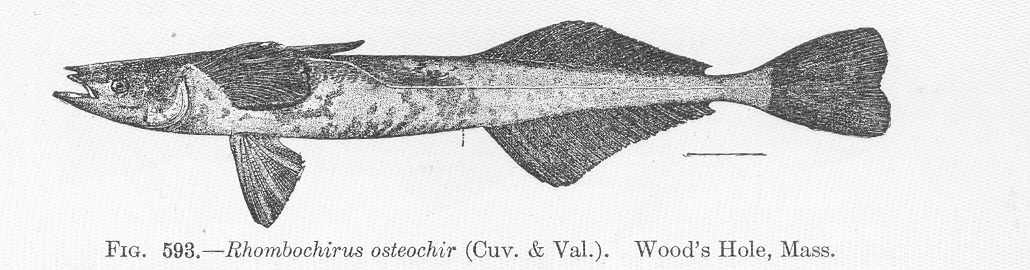
Remora osteochir
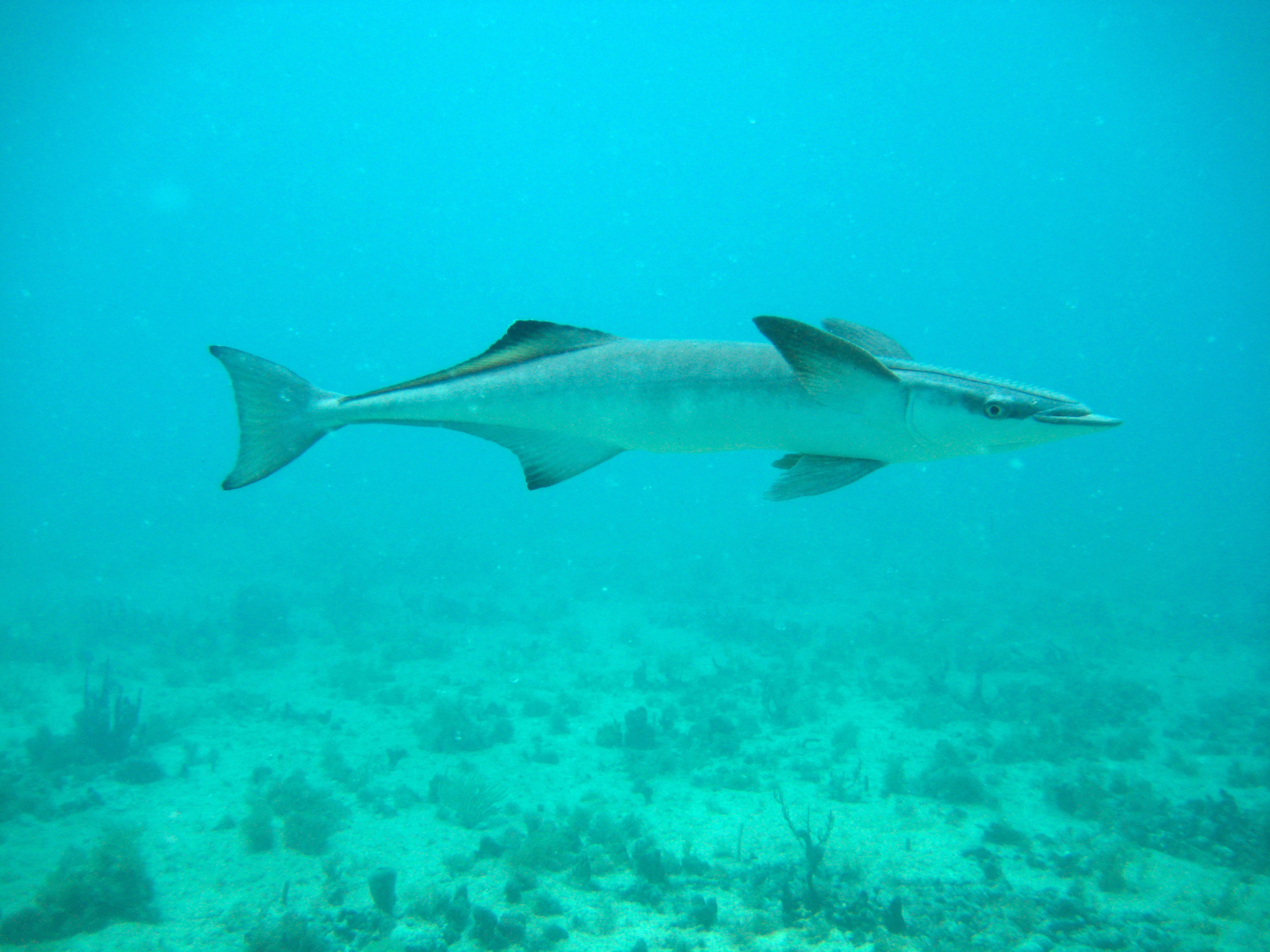
Remora remora

## Devise
La ville d'Évian-les-Bains en avait fait sa devise : Utinam remora (Puisse-t-elle être le rémora !)